# 1958년 레바논 위기
1958년 레바논 위기는 레바논에서 일어난 종교적, 정치적 긴장에 미군의 간섭이 합쳐져 촉발된 정치적 위기이다. 미군의 간섭은 개입을 요청한 레바논의 대통령 카밀 샤문이 임기를 끝내기까지 약 3개월간 계속되었다. 미군과 레바논 정부는 베이루트 항과 베이루트 국제공항을 장악했다. 위기가 끝나자 미군은 베이루트에서 철수했다.

## 배경
1958년 7월, 레바논은 마론파와 이슬람 사이의 내전으로 위협받고 있었다. 1956년 친서방파 기독교인 대통령인 카밀 샤문이 수에즈 위기 당시 이집트를 공격한 서방국가와 단교를 하지 않자 분노한 이집트의 대통령 가말 압델 나세르와 대립을 빚으며 이집트와의 긴장이 높아졌다. 이 긴장은 샤모운이 중앙 조약 기구에 가입하러고 하자 매우 커졌다. 나세르 대통령은 친서방파의 모임인 중앙 조약 기구는 아랍 민족주의에 큰 해를 끼친다고 생각했다. 이에 따라 이집트와 시리아는 아랍 연합 공화국(UAR)으로 연합하였다. 레바논의 수니파 총리인 라시드 카라미는 1956년부터 58년까지 나세르 대통을 지지했다.
레바논의 무슬림은 레바논 정부에게 아랍 연합 공화국에 가입하자고 압력을 넣었으나, 기독교인들은 레바논이 계속해서 서방과 협력하기를 원했다. 여기에 무슬림 반군이 시리아를 통해 UAR로부터 무기를 공급받은 것이 알려지면서 레바논의 대통령 샤문은 유엔 안전 보장 이사회에게 결의를 넣었다. 유엔은 조사원을 보냈으나, UAR로부터 중대한 개입의 증거를 찾지 못했다는 보고서를 내놓았다.
이라크에서 7월 14일 혁명으로 친서방파 정부가 무너지면서, 내부 소요가 계속되자 샤문 대통령은 미국에게 개입을 요청했다.

## 블루 배트 작전

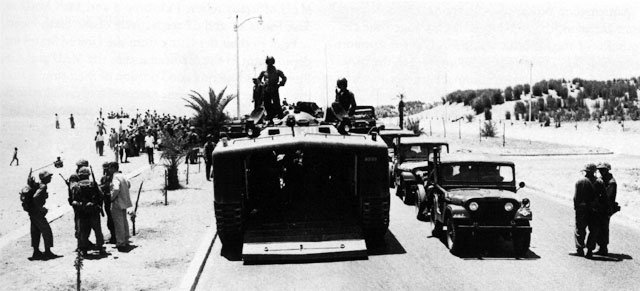
1958년 여름, 베이루트를 순찰하는 미 해병.

미국의 대통령 드와이트 D. 아이젠하워가 1958년 7월 15일 블루 배트 작전(Blue Bat) 작전을 승인하면서 미국의 레바논 개입이 시작되었다. 이것은 미군이 공산주의의 위협을 받는 정권이 있으면 즉시 개입할 것이라고 천명했던 아이젠하워 독트린 최초의 적용 사례였다. 이 작전의 목표는 레바논 내부의 반대파와 시리아, 이집트의 위협으로부터 친서방파 정권인 샤문 정부를 보호하는 것이었다. 작전의 세부 목표는 베이루트 시내에서 남쪽으로 수km 떨어진 베이루트 국제공항을 점거한 후 베이루트 항을 점령하고 시내로 돌입하는 것이었다.
블루 배트 작전의 지휘 서열은 다음과 같았다. 전략적 수준의 지휘는 아이젠하워 대통령이 맡았다. 작전술준 수주의 지휘는 중동 특수지휘부(SPECCOMME, 미 동대서양-지중해 해군사령관 겸직)가 맡았다. 또한 이 작전에 항공모함 USS 사라토가 (CV-60), USS 에식스 (CV-9), USS 와스프 (CV-18), 순양함 USS 디모인 (CA-134), USS 보스턴 (CA-69), 구축함전대 2부대로 구성된 제6함대를 파견하였다. 6월 말 기준 에식스와 보스턴은 그리스 피레아스에 정박해 있었으며 부지휘관 찰스 R. 브라운이 있었던 디모인은 프랑스 빌프랑슈쉬르메르에 정박해 있었다. 여기에 제2임시해병대(테스크 포스 62)와 육군 테스크 포스 121이 전술적 수준 작전을 맡았다. 이 세 지휘부는 작전계획 215-58을 수립했으며 이에 따라 개입을 시작했다.
제24보병사단(서독에 주둔), 제187보병연대, 제1공수전투단에서 파견된 미국 육군 인원 8,509명과 미국 해병대의 장병 5,670명(시드니 S. 웨이드 준장 휘하의 제2임시해병대의 제2해병연대 2대대와 제8해병연대 1대대 대대상륙대)의 14,000여명이 넘는 인원이 작전에 개입하였다. 제8해병연대 2대대는 미국 노스캐롤라이나주 미국 해병대 항공기지 체리 포인트를 이륙한 지 54시간후인 7월 16일 도착했다. 여기에 70척의 선박과 4만명의 선원이 있는 함대의 지원도 받았다. 1958년 7월 16일 CINCNELM이자 CINCSPECCOMME인 제임스 L. 홀로웨이 주니어는 런던에서 비행기를 타고 베이루트 국제공항에 착륙하여 USS 타코닉에 승선하여 작전을 지휘했다. 미군은 1958년 10월 25일 철수했다.
아이젠하워 대통령은 대표로 레바논에게 미 대사 로버트 다니엘 무르피를 보냈다. 무르피는 온건한 기독교인 장군 푸아드 체합을 차기 대통령으로 선출시켜 샤문 대통령은 9월 22일 퇴임할때까지 임기를 보장받게 되어 양 측을 중재하는데 힘썼다.
라시드 카라미 총리는 1958년 위기가 끝난 후 국가화해정부를 수립하였다.

## 같이 보기
- 레바논 다국적군 (1982년)
- 레바논 내전 (1975-1990년)
- 산악전 (레바논)

## 추가 자료

### 서적
- Mohammed Shafi Agwani, The Lebanese Crisis, 1958: A Documentary Study, 1965.
- Erika G. Alin, The United States and the 1958 Lebanon Crisis, American Intervention in the Middle East, 1994.
- Pierrick el Gammal, Politique intérieure et politique extérieure au Liban de 1958 à 1961 de Camille Chamoun à Fouad Chehab, Sorbonne University (Paris), 1991. (French)
- Irene L. Gendzier, Notes from the Minefield: United States Intervention in Lebanon and the Middle East 1945–1958, 1997
- Agnes G. Korbani, U.S. Intervention in Lebanon, 1958–1982 : presidential decisionmaking, 1991.
- Nawaf Salam, L’insurrection de 1958 au Liban, Sorbonne University (Paris), 1979. (French)
- Jack Schulimson, Marines in Lebanon 1958, Historical Branch, G-3 Division, Headquarters, U.S. Marine Corps, Washington, Department of the Navy, United States Marine Corps, 1966, 60 p.
- Salim Yaqub, Containing Arab Nationalism, The Eisenhower Doctrine and the Middle East, 2003.
- 《The Lebanon Operation》. Contingency Operations. United States Army Center of Military History. Historical Manuscript Collection 2–3.7 AC.F Tab D. 2010년 6월 12일에 원본 문서에서 보존된 문서. 2010년 7월 2일에 확인함.

### 논문
- Gerges, Fawaz A. (1993). “The Lebanese Crisis of 1958: The Risks of Inflated Self-Importance”. 《Beirut Review》: 83–113.
- Lesch, David W. (1996). “Prelude to the 1958 American Intervention in Lebanon”. 《Mediterranean Quarterly》 7 (3): 87–108.
- Little, Douglas (1996). “His Finest Hour? Eisenhower, Lebanon, and the 1958 Middle East Crisis”. 《Diplomatic History》 20 (1): 27–54. doi:10.1111/j.1467-7709.1996.tb00251.x.
- Ovendale, Ritchie (1994). “Great Britain and the Anglo-American Invasion of Jordan and Lebanon in 1958”. 《The International History Review》 16 (2): 284–304. doi:10.1080/07075332.1994.9640677.
- Tinguy, Edouard de (2007). “The Lebanese crisis of 1958 and the U.S military intervention”. 《Revue d'Histoire Diplomatique》 (프랑스어) (Paris: A. Pédone) 4.